# José Greco
José Greco (Montorio nei Frentani (Italia), 23 de diciembre de 1918 - Láncaster (Pensilvania), 31 de diciembre de 2000) fue un bailarín de flamenco y coreógrafo nacido en Italia, hijo de padre italiano y madre española, vivió en Sevilla (España) hasta 1928, año en que se trasladó a Estados Unidos.

## Biografía
Greco nació en Montorio nei Frentani (Italia), hasta los 10 años vivió en Sevilla (España) y posteriormente se trasladó a Nueva York. Empezó a bailar en Brooklyn junto con su hermana Norina. Realizó su debut profesional en 1937 en el teatro New York Hippodrome en Manhattan. Algunas de sus compañeras más famosas fueron La Argentinita (Encarnación López Júlvez), quien fue sustituida por su hermana Pilar López Júlvez luego de su muerte. En 1949, Greco fundó la Compañía de Danza José Greco. 
Greco apareció en varios filmes, incluyendo Sombrero (1953), La vuelta al mundo en ochenta días (1956), Holiday for Lovers (1959), El barco de los locos (1965) y The Proud and the Damned (1972).
Greco recibió numerosos premios y reconocimientos, incluyendo la Cruz Laureada del Caballero del Mérito Civil (entregada por el gobierno español) y cuatro doctorados honorarios. En 1972, fundó la José Greco Foundation for Hispanic Dance (Fundación José Greco para la Danza Hispana). En 1974, decidió retirarse. En 1977, publicó una autobiografía, titulada Gypsy in My Soul: The Autobiography of José Greco.
Greco tuvo  seis hijos: tres varones y tres mujeres. Sus hijos José Luis y Paolo se convirtieron en compositores; su hijo José y sus tres hijas, Alessandra, Carmela y Lola, también decidieron ser bailarines.
Greco salió del retiro a finales de los años 1980 para formar una compañía junto a sus hijos. Su última aparición en el escenario fue en 1995, a los 77 años. Hasta su muerte, fue profesor de danza en el Franklin & Marshall College en Lancaster (Pensilvania). Greco murió a los 82, en su hogar en Lancaster.